# Kunstgalerie der Silpakorn-Universität

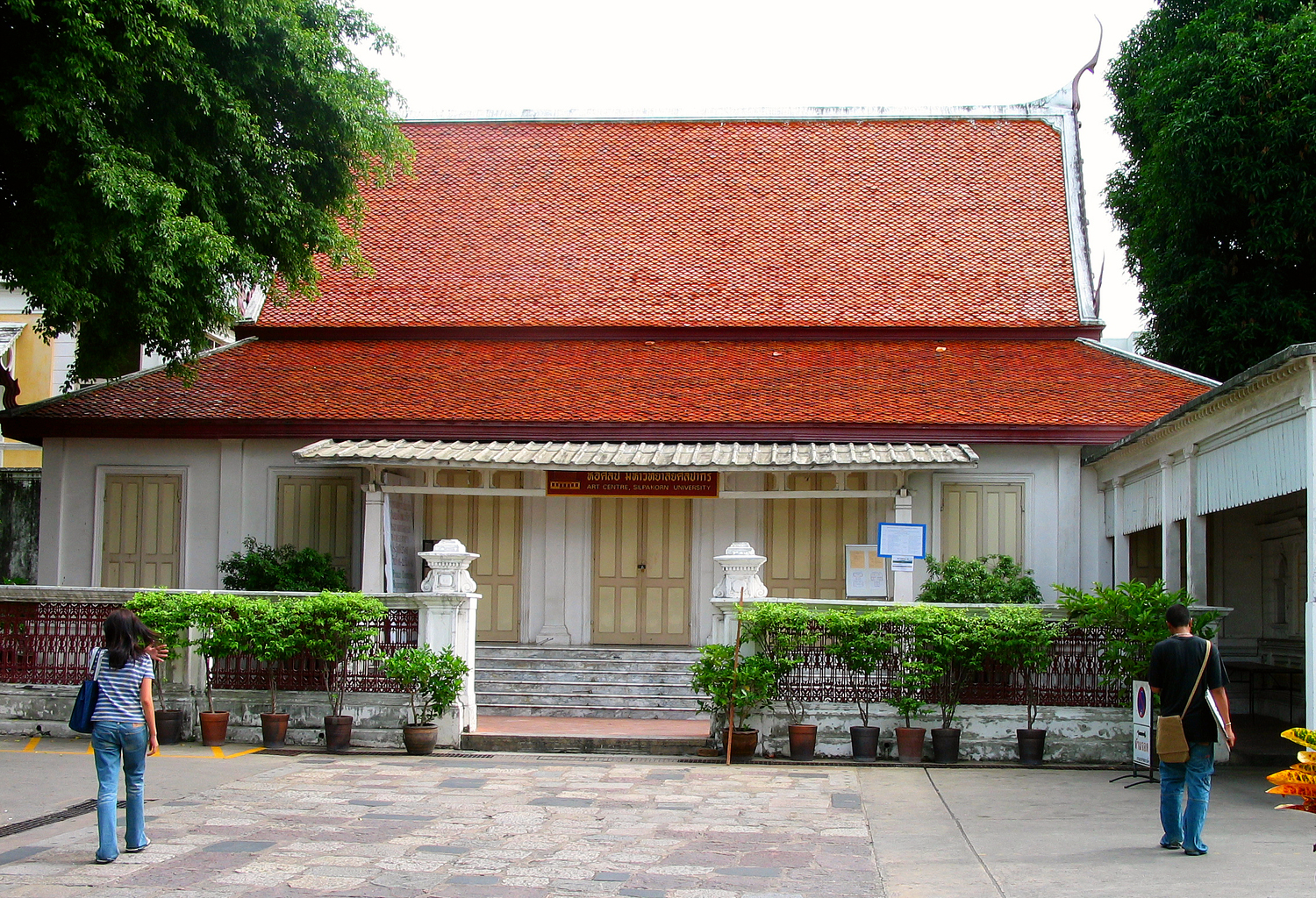
Kunstgalerie der Silpakorn-Universität

Die Kunstgalerie der Silpakorn-Universität (Thai หอศิลป์มหาวิทยาลัยศิลปากร) ist eine Kunstgalerie der Silpakorn-Universität in Bangkok und wird als die wichtigste Kunstgalerie von Thailand angesehen.
Die Galerie wurde 1979 eingerichtet und dient der Verbreitung zeitgenössischer Kunst in Thailand. Die Galerie besteht aus zwei Gebäuden des ehemaligen Wang Tha Phra (Palast an der Buddha-Landungsbrücke), die vorher von der königlichen Familie genutzt wurden: der Großen Halle (ตำหนักกลาง) und dem Pannarai-Flügel (ตำหนักพรรณราย). 
Ausstellungen finden über das ganze Jahr statt und durch Verbindungen zu ausländischen Organisationen sind auch Künstler aus dem westlichen und östlichen Ausland vertreten.
Adresse: 31 Na Pra Larn Road, Phra Nakorn District, Bangkok 10200